# Arthel
 Arthel  es una población y comuna francesa, en la región de Borgoña, departamento de Nièvre, en el distrito de Cosne-Cours-sur-Loire y cantón de Prémery.

## Demografía
| 171 | 161 | 151 | 120 | 97 | 70 |
| Para los censos de 1962 a 1999 la población legal corresponde a la población sin duplicidades (Fuente: INSEE [Consultar]) |     |     |     |    |    |